# رجل الرمل - فيرتيقو

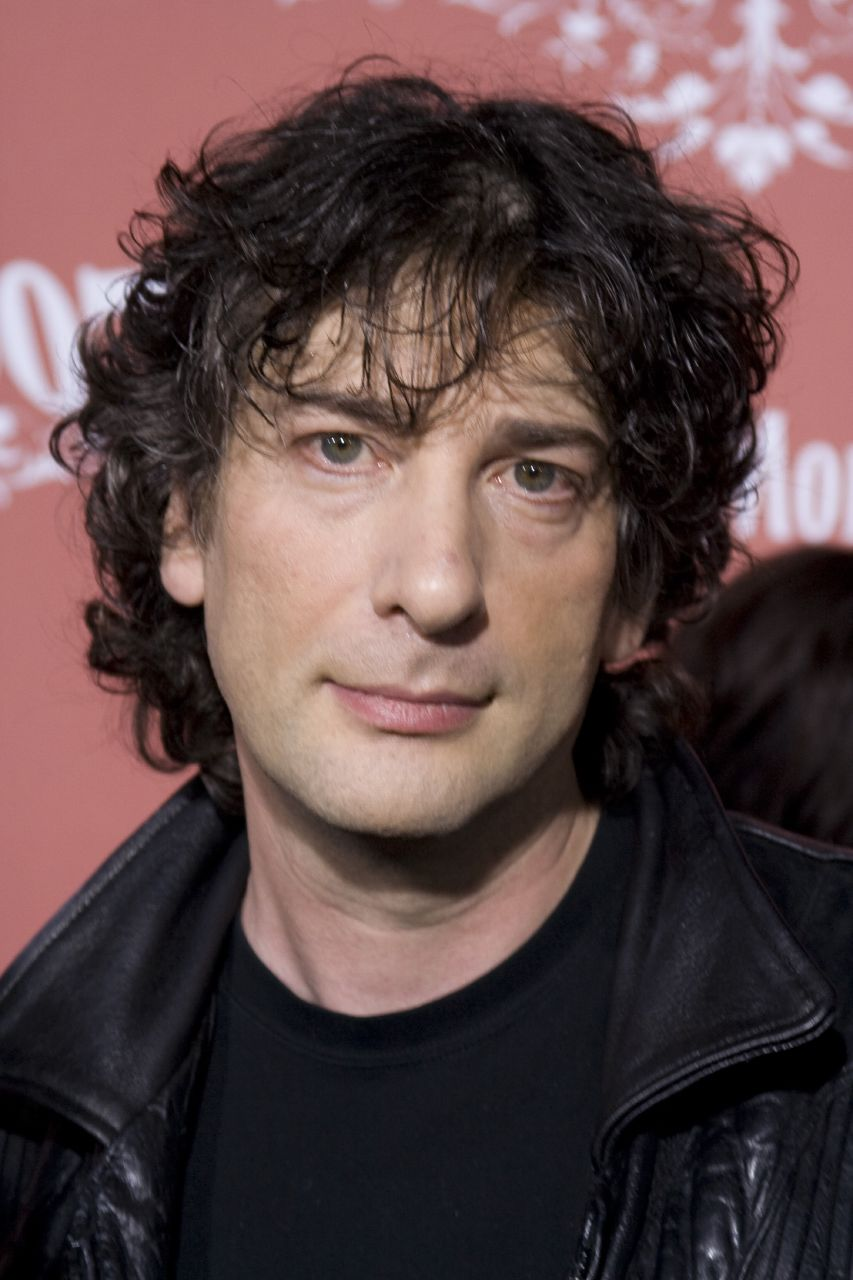

رجل الرمل(بالإنجليزية:The Sandman) هي سلسلة قصص أمريكية مصورة (هزلية) خيالية، كتبها نيل غيمان، صدر منها 75 عددًا، خلال الفترة (يناير 1989 إلى مارس 1996). صدر أول 46 عددًا بالشراكة بين شركة دي سي كومكس وشركة فيرتيقو (Vertigo)، إحدى مؤسسات شركة دي سي كوميكس (DC Comics). ثم استقلت شركة فيرتيقو (Vertigo) بالأعداد من 47 وحتى العدد الأخير الـ75. ساهم في إنتاج السلسلة، عدة فنانين، وهم سام كيث، ومايك درينجينبيرج، وجيل طومسون، وشون مكمانوس، ومارك همبل، ومايكل زولي. وكانت غلافات الأعداد بريشة ديف ماكين، وقام تود كلاين بكتابة الحوارات في صفحات القصص (lettering).
تدور أحدات السلسلة حول قصة مورفيوس، سيد عالم الأحلام، ويُطلق عليه أيضًا اسم الحلم، وهو الشخصية الرئيسة في القصة، وهو أحد الأزليين، بجانب ستة آخرين، وهم القدر، والموت، والرغبة، واليأس، والهذيان.
قام الكاتب غيمان في هذه القصة، بتجسيد كثير من الكيانات الميتافيزيقية، كالجحيم مثلاً، ومزج كل كذلك بإضافة الأساطير والتأريخ في قالب قصص مرعبة. تصدرت قصص رجل الرمل قائمة أفضل القصص المصورة الهزلية مبيعًا، حسب تصريحات صحيفة نيويورك تايمز. كما تصدرت إحدى خمسة قصص، من بين أفضل 100 قصة خلال الأعوام (1983-2008م) طبقًا لما نقلته مجلة انترتينمنت ويكلي.
في التسعينات من القرن الماضي، ظهرت محاولات سينمائية، لتجسيد قصة رجل الرمل في إنتاجات سينمائية وتلفزيونية، ولكنها لم تلق نجاحًا. واستمرت عدة محاولات لاحقًة.